# Дьайачы
Дьайачы — в алтайской мифологии верховный творец, могущественный созидатель, который ведает жизнью и смертью, что зафиксировано в самом имени.
Обитает (по нескольким версиям) на разных слоях или уровнях (третьем, четвертом, пятом) неба. В шаманских мистериях к Дьайачы обращались как к отцу-властителю или матери-властительнице. Энем-Дьайачы обладает особым знанием — может пророчествовать о настоящем и будущем. Она получала от Ульгеня души-зародыши (кут) детей, им созданных, и вручала их человеку.
Люди, не имеющие детей, считались лишёнными их по воле Дьайачы. Она ведала отделением от людей их душ (сюр), в результате чего наступала смерть, что она заносила в особую книгу. Своё решение относительно будущих шаманов она записывала в особую книгу «сабыр бичик». Поэтому некоторые шаманы (к примеру, телеутские) наносили на бубен изображение книги в виде квадрата с зигзагообразными линиями. Когда человек должен родиться, Ульгень отдает приказ своему сыну Дьайыку. Тот, выполняя поручение отца, поручает по просьбе предков это рождение одному из Дьайачы, который берет из Сут-кёля, молочно-белого озера, жизненную силу, даёт новорождённому появиться на свет и в течение всей его жизни охраняет и помогает ему. Однако Эрлик, знающий о рождении этого человека, посылает к нему кёрмёса, который преследует его до окончания жизни. Оба спутника следят за человеком в течение всей его жизни — Дьайачы записывает все добрые дела человека, в то время как кёрмёс отмечает все его дурные поступки. Когда человек умирает, то кёрмёс уносит его в седьмой ярус преисподней, где над ним вершится суд. Если у человека было больше добрых дел, то его душу Дьяйачы уносит из подземного мира. Если же в течение жизни он совершил больше злых поступков, то он отправляется в самый нижний ярус подземного мира.